# Loveland (Kolorado)
Loveland – miasto (city) w hrabstwie Larimer, w północnej części stanu Kolorado, w Stanach Zjednoczonych, położone nad rzeką Big Thompson, na wschód od pasma górskiego Front Range. Według spisu w 2020 roku liczy 76,4 tys. mieszkańców i jest czternastym co do wielkości miastem stanu Kolorado. Jest częścią obszaru metropolitalnego Fort Collins.
Zasiedlone w 1877 roku, podczas budowy linii kolejowej Colorado Central Railroad, oficjalnie założone zostało w 1881 roku. Pierwszymi osadnikami byli górnicy poszukujący w tym regionie złota, wkrótce Loveland stało się jednak osadą rolniczą. Nazwa miasta pochodzi od magnata kolejowego Williama A. H. Lovelanda.
Istotną rolę w lokalnej gospodarce odgrywa rolnictwo (uprawa buraków cukrowych, lucerny, zbóż, warzyw i czereśni, hodowla zwierząt) oraz przemysł (produkcja zabawek, elektroniki i przyczep mieszkalnych). Loveland stanowi także bazę turystyczną dla pobliskich lasu narodowego Roosevelt oraz Parku Narodowego Gór Skalistych.